# Florotannine

Tetrafucol A (C24H18O12), een florotannine dat voorkomt in het bruinwier Ascophyllum nodosum.

Florotannines zijn een groep van tannines die voorkomen in bepaalde soorten bruinwieren (Phaeophyta).
Het zijn oligomeren van floroglucinol. Er zijn rond de 150 verschillende florotannines geïdentificeerd. Met name het eetbare bruinwier Ecklonia cava is een bijzonder rijke bron van florotannines.
Florotannines zijn biologisch actieve stoffen met een groot potentiaal als actieve bestanddelen in voedingssupplementen, farmaceutische en cosmeceutische producten.

## Biologische activiteit
Florotannines vertonen verschillende gunstige biologische eigenschappen:
- Antioxidant: florotannines vertonen sterke anti-oxidante activiteit tegenover schadelijke oxidatie veroorzaakt door vrije radicalen;
- Inhibitie van enzymen, waaronder hyaluronidase dat hyaluronzuur hydrolyseert, en tyrosinase dat de vorming van melanine controleert. Dieckol, een florotannine uit E. cava blijkt een sterkere inhibitor van tyrosinase dan kojinezuur;
- Bactericide: florotannines zijn effectief tegen bepaalde pathogene bacteriën in voeding, waaronder Campylobacter soorten;
- Anti-Hiv-stoffen: florotannines vormen de bron voor de ontwikkeling van nieuwe anti-hiv-geneesmiddelen;
- Anti-kanker-activiteit: florotannines afkomstig uit E. cava kunnen de groei afremmen van humane borstkankercellen en vertonen sterke cytotoxische activiteit ten opzichte van sommige andere kankercellijnen bij de mens;
- Bescherming tegen straling (UV-straling of gammastralen);
- Anti-allergeen, vooral voor allergische reacties te wijten aan histamine.

Florotannines die door extractie uit Ecklonia cava worden verkregen, zijn in 2018 in de Europese Unie toegelaten als ingrediënt in voedingssupplementen.